# Никифор II Орсіні
Никифор II Орсіні (грец. Νικηφόρος Β΄ Δούκας, італ. Niceforo II d'Epiro; 1328 — 1359) — 8-й володар Епірського деспотату в 1336—1337 і 1356—1359 роках, правитель Фессалії в 1356—1359 роках.

## Життєпис
Походив з римського шляхетського роду Орсіні. Син Іоанна Орсіні, деспота Епіру, і Анни Палеологіни. Народився 1328 року в Арті. У 1335 році після смерті батька успадкував владу. Через малий вік регенткою стала його мати. Став зватися Никифор Дука.
Цим скористався візантійський імператор Андронік III, що вдерся до Епіру. Регентка та малий деспот отримали підтримку альбанських князів, але їх війська 1337 року зазнали тяжкої поразки. За цим почалися перемовини Анни і Андроніка III. Той відмовився визнавати Никифор II деспотом, призначивши в Епірі свого протостратора (намісника) Феодора Сінадіна. При цьому Анна опинилася в заручниках. Невдовзі за цим імператор влаштував шлюб Никифора II і Марії Кантакузіни. Проте за підтримки прихильників колишній деспот зміг втекти до Таранто в південній Італії.
Прихильники і родичі Никифора Орсіні зібрали війська, з якими 1338 року висадилися на Пелопоннесі, звідки плануючи наступ на Епір. У 1339 повстали жителі епірської столиці Арта, визнавши своїм паном Никифора Орсіні, схопивши Феодора Сінадіну. Владу Никифора II Орсіні також визнало мітсо Томокастрон. Втім візантійці придушили заколот. Сам Никифор був обложений в Томокастроні. Тут погодився капітулювати, зрештою оженившись на Кантакузині, після чого вирушив до Константинополя, де отримав титул пангіперсебаст.
Під час громадянської війни 1341—1347 років Никифор був на боці тестя Іоанна Кантакузина. Після проголошення того імператором отримав титул деспота. З 1351 року керував Еносом і кількома містами вздовж Геллеспонту.
Наприкінці 1352 року в Візантії почалася нова боротьба за владу. 1355 року помер сербський імператор Стефан Душан, внаслідок чого його держава почала розпадатися. 1356 року Никифор Орсіні, що отримав титул архонта Фессалії, повернувся до Епіру, де йому вдалося вигнати сербів з регіону, і місцеві міста визнали його владу. Невдовзі в Фессалії змусив тікати Фому Прелюбовича, зайнявши цю країну.
Разом з тим він стикнувся з албанськими князями, що в цей час набули значну вагу. Для зміцнення своїх позицій, Никифор II вирішив розлучитися з Марією, і одружитися з сестрою удови Стефана Душана, яка управляла Сербією. Проте під тиском епірської знаті відмовився від свого наміру. Орсіні вступив в переговори з Симеоном Урош стосовно спільних дій, але в 1359 році Никифор II в битві на річці Ахелоос зазнав поразки від аланців на чолі із Петаром Лоша і Гін Буа Шпати, де загинув. Переможці утворили Артський і Ангалокастрон-Лепантський деспотати.

## Родина
Дружина — Марія, донька Іоанна Кантакузина, візантійського імператора
Діти:
- Мануїл (д/н—після 14040), настоятель монастиря Св. Стефана в Метеорі